# Maria Marí Guasch
Maria Marí Guasch (Sant Llorenç de Balàfia, març de 1909 - Eivissa, octubre de 2001) fou una militant republicana i víctima de la repressió franquista. Quan tenia 18 anys es casà amb Josep Serra Guasch. Durant la Segona República, ambdós militaren en el partit republicà de Manuel Azaña, Izquierda Republicana.
Maria Marí destacà per haver estat la primera dona que participà en un míting polític a l'illa d'Eivissa. Fou durant la campanya de les eleccions del 16 de febrer de 1936, que feu un míting a la botiga de Can Vidalet (un conegut esquerrà) del seu poble. En el seu discurs parlà sobre educació, sobre els drets de les dones i sobretot, de les condicions d'aquestes en el món rural.
A l'inici de la Guerra Civil ella i el seu home foren represaliats. El març de 1937, la Guàrdia Civil els detingué. Els dos ingressaren a la presó de la ciutat d'Eivissa. Maria Marí estigué empresonada quasi quatre anys, primer a la presó d'Eivissa i després a la presó de Palma. Finalment fou indultada. En canvi, Josep Serra Guasch complì quasi 6 anys de presó, passant per les presons d'Eivissa, de Can Mir (Palma), el camp de concentració de Formentera, la presó de València i la d'Alcoi, fins que també fou indultat.
Maria Marí morí a Eivissa l'octubre de 2001 als 92 anys. La ciutat d'Eivissa li reté homenatge donant el seu nom a un carrer.